# Corridas de meio-fundo e fundo
No desporto, a corrida de meio-fundo e a corrida de fundo são modalidades do atletismo que correspondem, respectivamente, às distâncias de 800 a 3 000 metros e, de 5 000 metros à 42 km (maratona), praticados por atletas chamados, respectivamente, de "meio-fundistas" os especialistas nas distâncias inferiores a três mil metros e, "fundistas" especialistas em distâncias acima de cinco mil metros. As provas de meio-fundo exigem um pouco mais de velocidade e agilidade do que as de fundo.  
Nas provas de meio fundo é utilizado o metabolismo aeróbio (forma mais eficaz de obter energia) e anaeróbio láctico, nas de fundo o metabolismo é apenas o aeróbio.  
As corridas de fundo que constituem os grandes eventos de atletismo são os 5 000, 10 000 metros e a maratona (42 195 metros).  

## Marcas
As melhores marcas mundiais para os 42 195 metros são marcos atingidos por Kelvin Kiptum, do Quénia, com 2 horas, 00 minutos e 35 segundos, em masculinos e da Queniana Ruth Chepngetich com 2 horas, 9 minutos e 56 segundos.
O recordista de 5 000 metros, masculino, é Joshua Cheptegei, de Uganda com o tempo de 12:35.36 minutos. Joshua Cheptegei é também o detentor do recorde em 10 000 metros com o tempo de 26:11.00. Em femininos Gudaf Tsegay, da Etiópia, detém o recorde de 5 000 metros com 14:00.15 minutos, já a melhor marca dos 10 000 metros é pertença da Queniana Beatrice Chebet com 28:54.45 minutos.

## História
O Atletismo (do grego Athlon — competição) possui uma origem imprecisa, mas sem dúvida foram os gregos que estabeleceram as regras e o dividiram em categorias, já nas primeiras Olimpíadas (776 a.C.) eram disputadas provas de atletismo. E dentre estas provas as que mais se destacavam eram as de corrida. O estádio para corridas pedestres tinha 211 metros de comprimento e 32 de largura, estabelecendo-se às margens do rio Alfeu. Diz a lenda que corria o ano de 490 a.C., e os gregos tinham vencido os persas na batalha de Maratona e coube a Pheidippides a tarefa de levar a boa notícia até a cidade de Atenas. Correu aproximadamente 35 km, desde Maratona até Atenas, e ao chegar só teve fôlego de anunciar "vencemos" e caiu morto. Em boa verdade não existem provas desta lenda, mas a história era boa e inspirou a competição que foi realizada pela primeira vez na Olimpíada de 1896 em Atenas. Logo depois da primeira maratona (10 de abril de 1896), todo mundo começou a correr longas distâncias. A partir daí, surgiram grandes corredores de fundo, entre eles Zatopek, que ganhou o apelido de “Locomotiva Humana”, toda vez que entrava numa pista transformava-se numa imagem viva de atleta, ao qual só a vitória interessava. Ganhou três medalhas de ouro nos Jogos Olímpicos de 1952, sendo o único corredor da história a tripicecoroar nos cinco mil, 10 mil metros e maratona.

## Diferenciação
- Modalidades olímpicas de fundo: 5 000 metros, 10 000 metros e maratona e de meio-fundo: 800 metros, 1500 metros e 3000 metros.
- Além das distâncias citadas a Associação Internacional de Federações de Atletismo mantém listas de recordes sobre as distâncias:[2]

- Corridas fundo em pistas: 5 000 m, 10 000 m, 20 000 m, 25 000 m, 30 000 m e corrida de uma hora.
- Corridas na rua: 5 km, 10 km, 15 km, 20 km, meia maratona (21 097 km), 25 km, 30 km, Maratona e 100 km (ultramaratona)

- Cross-country (modalidade olímpica entre 1912-1924, atualmente uma prova do pentatlo moderno)